# Флорин Заломир
Флорин Заломир (на румънски: Florin Zalomir) е румънски състезател по фехтоване на сабя, който се състезава на летните олимпийски игри през 2012 г., като печели сребърен медал в отборното състезание на сабя.

## Биография
Започва да се занимава с фехтовка на десетгодишна възраст в Съюзът на Яш, след като треньорът Юлиан Бицука се жени за майка му, ставайки негов втори баща. Той бързо се радва на успех, печелейки бронзов медал на Европейското първенство за юноши през 1998 г. в Братислава и класирайки се на 5-то място на Световното първенство за кадети през същата година. През 2000 г. печели сребърен медал на Световното първенство за юноши през 2000 г. в Саут Бенд.
След Европейското първенство по фехтовка от 2003, от Бурж, Франция, Заломир се присъединява към Чуждестранния легион. Той се завърна в спорта след две години и половина ангажимент във Франция и Афганистан.
През 2009 г. в Анталия отборът стана световен шампион на сабя за мъже за първи път в историята на румънската фехтовка, след като победи Италия на финала. По време на срещата той беше ударен в лицето от италианец и загуби два зъба. На летните олимпийски игри през 2012 г. в Лондон той беше елиминиран от южнокорейския Гу Бон-гил в кръг от 32 индивидуални събития. И след това той се отказа от игрите по фехтовка.
Той стана треньор по фехтовка в КС Динамо Букурещ и се самоуби, като се застреля на 3 октомври 2022 г. в Отопени.

## Постижения

### Световна купа
- 2006:  Световна купа в София
- 2009:  Световно първенство в Будапеща
- 2010:
  -  Световно първенство в Истанбул
  -  Световна купа в Будапеща
- 2011:  Световно първенство в Падуа